# Arno Schmidt
Arno Otto Schmidt (18. ledna 1914 v Hamburku – 3. června 1979 v Celle) byl německý poválečný spisovatel a překladatel z angličtiny.
Proslul zejména hledáním nových výrazových prostředků, častým používáním literárních aluzí a především svérázným jazykovým projevem, který však znesnadňuje převod jeho děl do jiných jazyků. K jeho nejvýznamnějším dílům patří monumentální román Zettlův sen (Zettel's Traum, název je odvozen od německého slova Zettel = lístek)

## Literární ocenění
- 1951 – Velká literární cena Akademie věd a literatury
- 1964 – Fontaneho cena
- 1965 – Große Ehrengabe für Literatur des Kulturkreises im Bundesverband der Deutschen Industrie.
- 1973 – Goetheho cena města Frankfurtu

## Přehled děl (výběr)
- Dichtergespräche im Elysium; 1940 (v podobě manuskriptu); roku 1984 poprvé vydáno z pozůstalosti
- Pharos oder von der Macht der Dichter (kolem 1944)
  - převzato do Abend mit Goldrand (1975)
- Leviathan (1949)
  - Enthymesis oder W.I.E.H.
  - Gadir
  - Leviathan oder Die beste der Welten
- Arno Schmidt’s Wundertüte
  - poprvé zveřejněno z pozůstalosti v roce 1989
- Brand’s Haide. Zwei Erzählungen (1951)
  - obsahuje povídky Brand’s Haide (Brandovo blato) a Schwarze Spiegel (Černá zrcadla)
- Die Umsiedler – 2 Prosastudien (1953)
  - obsahuje Die Umsiedler (Přesídlenci) a Alexander oder Was ist Wahrheit
- Aus dem Leben eines Fauns (1953, č. Ze života fauna)
- Kosmas oder Vom Berge des Nordens (1955)
- Seelandschaft mit Pocahontas (1955, č. Jezerní krajina s Pocahontas)
  - poprvé zveřejněno v: Alfred Andersch (vyd.): Texte und Zeichen, ročník 1, číslo 1, 1955
- Tina oder über die Unsterblichkeit (1956)
  - poprvé v: Max Bense (vyd.): Augenblick, ročník 2, číslo 4, 1956
- Das steinerne Herz (1956)
- Goethe und einer seiner Bewunderer (1957)
  - poprvé v: Alfred Andersch (vyd.): Texte und Zeichen, ročník 3, číslo 3, 1957
- Die Gelehrtenrepublik (1957, Republika učenců)
- Rosen und Porree. Vier Kurzromane (1959)
  - sborník obsahující Seelandschaft mit Pocahontas, Die Umsiedler, Alexander oder Was ist Wahrheit, Kosmas oder Vom Berge des Nordens a teoretické texty Berechnungen I a II)
- KAFF auch Mare Crisium (1960, Zapadákov, také Mare Crisium)
- Ländliche Erzählungen (1964)
  - původně vydáno pod názvem Kühe in Halbtrauer (Krávy v polosmutku)
- Trommler beim Zaren (1966, Bubeník u cara)
- Zettel’s Traum (1970, Zettelův sen)
- Die Schule der Atheisten. Novellen-Comödie in 6 Aufzügen (1972)
- Abend mit Goldrand. Eine MärchenPosse. 55 Bilder aus der Lä/endlichkeit für Gönner der Verschreibkunst. (1975)
- Julia, oder die Gemälde (1983)
  - fragment z pozůstalosti
- Brüssel / Die Feuerstellung (2002)
  - fragmenty z pozůstalosti
- Arno Schmidts Lilienthal 1801, oder Die Astronomen. Fragmente eines nicht geschriebenen Romans (1996)
- Sommermeteor (1995)

### V českém překladu
- Leviatan
  - obsahuje povídky Leviatan aneb Nejlepší z možných světů (Leviathan oder Die beste der Welten), Černá zrcadla (Schwarze Spiegel) a Přesídlenci (Die Umsiedler)
  - přel. Radovan Charvát a Michaela Jacobsenová, Opus, Zblov 2011
- Cesty do Weilaghiri
  - obsahuje povídky Gadir aneb Poznej sám sebe (Gadir), Alexandr aneb Co je pravda (Alexander oder Was ist Wahrheit) a Enthymesis aneb J. V. N. (Enthymesis oder W.I.E.H.)
  - přel. Radovan Charvát a Michaela Jacobsenová, Opus, Zblov 2012
- Ze života fauna (Aus dem Leben eines Fauns)
  - přel. Michaela Jacobsenová, Opus, Zblov 2013
- Brandovo blato (Brand's Haide)
  - přel. Michaela Jacobsenová, Opus, Zblov 2014
- Jezerní krajina s Pocahontas
  - obsahuje povídky Jezerní krajina s Pocahontas (Seelandschaft mit Pocahontas), Školní výlet (Schulausflug), Bubeník u cara (Trommler beim Zaren) a Druhý měsíc a růžové oči (Nebenmond und rosa Augen)
  - přel. Radovan Charvát, Opus, Zblov 2015
- Větrné mlýny
  - obsahuje texty z počátku 60. let
  - přel. Radovan Charvát, Opus, Zblov 2016
- Kamenné srdce
  - příběh z obou poválečných částí Německa
  - přel. Radovan Charvát, Opus, Zblov 2018

## Česká recepce

### Leviatan
„Arno Schmidt je pro mě objev roku.“ – Pavel Dominik

### Ze života fauna
„Schmidtovy texty lze skutečně považovat za ,amalgám básně i pravdy, tajemství díla i jeho autora‘: díky imaginaci se svět jeví skutečnějším“ – Radovan Charvát

### Brandovo blato
„Další z próz svérázného německého prozaika (1914), provokujícího ve svých místy sršivých, záplavou nečekaných asociací překypujících a občas až sžíravých výpadech vůči okolí i sobě samému a dodnes přitahujícího čtenáře zvláštní aurou eruptivní empatie, neústupnosti a... výlučnosti.“ – Karel Hvížďala